# Zosimos z Aten
Zosimos z Aten – filozof, przedstawiciel szkoły tzw. średniego platonizmu. Należał do grupy platoników, którym uznanie wyraziła w roku 163 p.n.e. wyrocznia delficka.